# ロバート・クイン (アメリカンフットボール)
ロバート・クイン（Robert Quinn, 1990年5月18日 - ）は、アメリカ合衆国サウスカロライナ州ラドソン出身のプロアメリカンフットボール選手。ポジションはディフェンシブエンド。

## 経歴

### プロ入りまで
高校時代に54タックル（10ロスタックル）、5サック、21QBハリーの成績をあげた。高校3年時の2007年10月、脳にできた良性の腫瘍の切除手術を受けた。レスリングでもヘビー級で好成績をあげている。大学進学前の全米のディフェンシブエンドとしての評価はScout.comでは19位、Rivals.comでは18位であった。
ノースカロライナ大学に進学した彼は、1年次の2008年には先発12試合を含む13試合に出場し、34タックル（6.5ロスタックル）、2サック、2ファンブルフォースの成績をあげた。この年カンファレンスで最も勇敢な選手に与えられる賞、ブライアン・ピッコロ賞を受賞、カンファレンスの最優秀新人守備選手の投票でも3位となった。
2年次の2009年には52タックル（19ロスタックル）、11サック、6ファンブルフォースの成績をあげて、アトランティック・コースト・カンファレンスのファーストチーム及びCBSよりオールアメリカンセカンドチームに選ばれた。
3年次の2010年には、合計5,642ドル相当の宿泊費や宝石などの不正な供与を受けたとして、NCAAより資格停止処分を受けてシーズンを全休した。

### NFLドラフト
2010年4月時点で、翌年のNFLドラフト1巡上位での指名が期待されていた彼は、シーズン欠場後の2011年1月時点でも全体10位以内での指名が予想された。ドラフトコンバインなどを経て次第に評価を下げた。

### セントルイス・ラムズ
2011年のNFLドラフト1巡14位でセントルイス・ラムズに指名された。同年7月30日、4年間940万ドル（530万ドルの保証を含む）で契約を結び、長男の誕生を理由にトレーニングキャンプに1日遅れで参加した。9月19日のニューヨーク・ジャイアンツとのマンデーナイトフットボールでプロ初サックをあげた。10月30日のニューオーリンズ・セインツ戦では1サック及びパントブロックを行い、その週のNFC最優秀選手スペシャルチーム部門に選ばれた。この年5サック、3パントブロックをあげるとともにパスラッシュでも優れた能力を見せた。
2012年7月10日、自動車事故を起こし、飲酒運転、無免許運転の疑いで逮捕された。10月4日、開幕から4連勝していたアリゾナ・カージナルス戦で3サックをあげて勝利に貢献した。
2013年、アリゾナ・カージナルスとの開幕戦で3サック、2ファンブルフォースを記録、スポーツ・イラストレイテッドからその週の最優秀守備選手に選ばれた。第8週のシアトル・シーホークス戦ではクリス・ロングとともに3サックをあげた。第16週のタンパベイ・バッカニアーズ戦でも3サックをあげて、シーズンのサック数を18まで伸ばし、ケビン・カーターが持っていたチーム記録（QBサックが公式記録となった1982年以降の記録）を更新した。この年、プロボウルに選出され、チーム・ライスのキャプテンに指名された。
2014年9月13日、ラムズと2019年シーズンまで6年の契約延長を果たした。
2016年12月15日、脳震盪のため、故障者リスト入りした。

### マイアミ・ドルフィンズ
2018年3月14日、その年のドラフト4巡及び6巡指名権とのトレードで、マイアミ・ドルフィンズに移籍した。この年全16試合に出場し、チームトップの6.5サックをあげた

### ダラス・カウボーイズ
2019年3月28日、2020年のドラフト6巡指名権とのトレードで、ダラス・カウボーイズに移籍した。同年8月8日、薬物違反（性能向上物質）を理由に、NFLより開幕から2試合出場停止となることが発表された。第4週のニューオーリンズ・セインツ戦でテディ・ブリッジウォーターを2度サックしたが、チームは敗れた。第6週のニューヨーク・ジェッツ戦でもサム・ダーノルドを2度サックしたが、この試合でもチームは敗れた。第7週のフィラデルフィア・イーグルス戦でカーソン・ウェンツをサックしたが、肋骨を痛め退場した。

### シカゴ・ベアーズ
2020年4月1日にシカゴ・ベアーズと5年 $7000万で契約した。

### フィラデルフィア・イーグルス
2022年10月26日、2023年ドラフトの4巡目指名権とのトレードでフィラデルフィア・イーグルスに移籍した
。